# Staiger-Wagner-Automat
Der Staiger-Wagner-Automat (benannt nach Ludwig Staiger und Klaus Wagner) ist ein ω-Automat und bildet ein Analogon zum Muller-Automaten. Die von Staiger-Wagner-Automaten erkannten Sprachen sind eine Untermenge der ω-regulären Sprachen.

## Formale Definition
Ein Staiger-Wagner-Automat ist ein 5-Tupel {\displaystyle {\mathfrak {A}}:=\left(Q,\Sigma ,q_{0},\delta ,{\mathcal {F}}\right)} mit
- {\displaystyle Q} Zustandsmenge
- {\displaystyle \Sigma } Eingabealphabet
- {\displaystyle q_{0}\in Q} Startzustand
- {\displaystyle \delta \colon Q\times \Sigma \to Q} Transitionsfunktion.
- {\displaystyle {\mathcal {F}}\subseteq 2^{Q}} und {\displaystyle {\mathcal {F}}=\{F_{1},...,F_{k}\}} für {\displaystyle F_{i}\subseteq Q}

## Eigenschaften
{\displaystyle {\mathfrak {A}}} akzeptiert {\displaystyle \alpha \Longleftrightarrow Occ\left(\rho \right)\in {\mathcal {F}}} (z. B. {\displaystyle Occ\left(\rho \right)=F_{1}} oder ... oder {\displaystyle Occ\left(\rho \right)=F_{k}})
gilt für den Lauf {\displaystyle \rho } von {\displaystyle {\mathfrak {A}}} auf dem Wort {\displaystyle \alpha }.
Eine ω-Sprache ist genau dann Staiger-Wagner-erkennbar, wenn sie eine boolesche Kombination von 1-erkennbaren (s. unten) ω-Sprachen ist. Sie ist außerdem Staiger-Wagner-erkennbar, gdw. sie sowohl deterministisch Büchi-erkennbar als auch deterministisch co-Büchi-erkennbar ist.

## Beispiel
Sei {\displaystyle L:=\{\alpha \in \Sigma ^{\omega }|\alpha \ beinhaltet\ aa\ aber\ kein\ b\}} eine ω-Sprache über {\displaystyle \Sigma =\{a,b,c\}}

Der zugehörige Automat

Ein deterministischer Staiger-Wagner-Automat, der L erkennt ist dann z. B.:

{\displaystyle {\mathfrak {A}}_{L}=\left(Q,\Sigma ,q_{0},\delta ,{\mathcal {F}}\right)} mit
{\displaystyle Q=\{1,2,3,4\},q_{0}=0,{\mathcal {F}}=\{\{1,2,3\}\}} und

{\displaystyle \delta =\{}1/a → 2, 1/b → 4, 1/c → 1,

      2/a → 3, 2/b → 4, 2/c → 1,

      3/a → 3, 3/b → 4, 3/c → 3,

      4/a → 4, 4/b → 4, 4/c → 4{\displaystyle \}}
Genau dann wenn der Automat die Zustände 1, 2 und 3 aber nicht 4 besucht, wird α akzeptiert.

## Verwandte Akzeptierungsbedingungen
Mit der Staiger-Wagner-Bedingung sind die beiden folgenden Akzeptierungsbedingungen nahe verwandt.

### 1-Akzeptierung
Hier gibt es nur eine Menge {\displaystyle F} akzeptierender Zustände und die Bedingung ist {\displaystyle Occ\left(\rho \right)\cap F\neq \emptyset }.

### 1'-Akzeptierung
Auch hier gibt es nur eine Menge akzeptierender Zustände und die Bedingung lautet {\displaystyle Occ\left(\rho \right)\subseteq F}.

## Transformation in einen Büchi-Automaten
Um einen Staiger-Wagner-Automaten in einen Büchi-Automaten, der dieselbe Sprache erkennt, zu transformieren, werden im Allgemeinen exponentiell viele Zustände gebraucht. Diese Explosion der Zustandsmenge entfällt bei 1-Akzeptanz und 1'-Akzeptanz.